# José Palmeira Lessa
José Palmeira Lessa (ur. 18 stycznia 1942 w Coruripe) – brazylijski duchowny katolicki, arcybiskup Aracajú w latach 1998-2017.

## Życiorys
3 lipca 1968 otrzymał święcenia kapłańskie. 

## Episkopat
21 czerwca 1982 został mianowany biskupem pomocniczym archidiecezji Rio de Janeiro, ze stolicą tytularną Sita. Sakry biskupiej udzielił mu 24 sierpnia 1982 kardynał Eugênio de Araújo Sales.
30 października 1987 został biskupem ordynariuszem diecezji Propriá.
6 grudnia 1996 został mianowany arcybiskupem koadiutorem archidiecezji Aracajú, w stanie Sergipe. Rządy objął 26 sierpnia 1998 po przejściu na emeryturę poprzednika.
18 stycznia 2017 przeszedł na emeryturę.